# Piaseczno Wielkie
Piaseczno Wielkie – jezioro w woj. zachodniopomorskim, w powiecie wałeckim, w gminie Człopa, leżące na terenie Równiny Drawskiej.

## Dane morfometryczne
Powierzchnia zwierciadła wody według różnych źródeł wynosi od 56,0 ha przez 58,7 ha do 62,93 ha.
Zwierciadło wody położone jest na wysokości 62,3 m n.p.m. lub 62,1 m n.p.m. Średnia głębokość jeziora wynosi 7,6 m, natomiast głębokość maksymalna 25,9 m.
Na podstawie badań przeprowadzonych w 1997 roku wody jeziora zaliczono do I klasy czystości.

## Hydronimia
Według urzędowego spisu opracowanego przez Komisję Nazw Miejscowości i Obiektów Fizjograficznych (KNMiOF) nazwa tego jeziora to Piaseczno Wielkie. W różnych publikacjach i na mapach topograficznych jezioro to występuje pod nazwą Pelarik, Pecnik Duży, Piasecznik lub Piaseczno Duże.